# Estación de Andoain-Centro
Andoáin-Centro (en euskera Andoain-Erdia) es un apeadero ferroviario situado en el municipio español de Andoáin en la provincia de Guipúzcoa, comunidad autónoma del País Vasco. Forma parte la línea C-1 de la red de Cercanías San Sebastián operada por Renfe.

## Situación ferroviaria
La estación se encuentra en el punto kilométrico 608,153 de la línea férrea de ancho convencional que une Madrid con Hendaya a 56,98 metros de altitud. El tramo es de vía doble y está electrificado.

## Historia
La estación fue inaugurada el 1 de septiembre de 1863 con la puesta en marcha del tramo Beasáin-San Sebastián de la línea radial Madrid-Hendaya. Su explotación inicial quedó a cargo de la Compañía de los Caminos de Hierro del Norte de España quien mantuvo su titularidad hasta que en 1941 fue nacionalizada e integrada en la recién creada RENFE. Desde el 31 de diciembre de 2004 Renfe Operadora explota la línea mientras que Adif es la titular de las instalaciones ferroviarias.

## La estación
Andoáin-Centro es un simple apeadero que se compone de dos vías y de dos andenes laterales que apenas cuentan con dos pequeños refugios para los viajeros. El cambio de vía se realiza a través de escaleras y ascensor situados al final de los andenes lado Irún.

## Servicios ferroviarios

### Cercanías
Los trenes de cercanías de la Línea C-1 son los únicos que se detienen en la estación. 